# Quảng Minh, Hải Hà
Quảng Minh là một xã thuộc huyện Hải Hà, tỉnh Quảng Ninh, Việt Nam.

## Địa lý
Xã Quảng Minh nằm ở phía đông huyện Hải Hà, có vị trí địa lý:
- Phía đông và phía bắc giáp thành phố Móng Cái
- Phía tây giáp xã Quảng Chính và xã Quảng Thành
- Phía nam giáp thị trấn Quảng Hà và xã Cái Chiên.

Xã Quảng Minh có diện tích 41,10 km², dân số năm 2018 là 7.767 người, mật độ dân số đạt 189 người/km².

## Lịch sử
Địa bàn xã Quảng Minh hiện nay trước đây là hai xã Mã Tế Nùng và Lập Mã thuộc huyện Hà Cối, tỉnh Quảng Ninh.
Ngày 4 tháng 6 năm 1969, huyện Hà Cối sáp nhập với huyện Đầm Hà thành huyện Quảng Hà, các xã Mã Tế Nùng và Lập Mã thuộc huyện Quảng Hà.
Ngày 16 tháng 1 năm 1979, Hội đồng Chính phủ ban hành Quyết định 17-CP. Theo đó, đổi tên xã Mã Tế Nùng thành xã Quảng Minh và đổi tên xã Lập Mã thành xã Quảng Thắng.
Ngày 29 tháng 8 năm 2001, huyện Quảng Hà được chia lại thành hai huyện Hải Hà (Hà Cối cũ) và Đầm Hà, các xã Quảng Minh và Quảng Thắng thuộc huyện Hải Hà.
Trước khi sáp nhập, xã Quảng Minh có diện tích 27,45 km², dân số là 5.311 người, mật độ dân số đạt 149 người/km², gồm 7 thôn: 1, 2, 3, 4, 5, 6, Minh Tân. Xã Quảng Thắng có diện tích 13,65 km², dân số là 2.456 người, mật độ dân số đạt 180 người/km², gồm 4 thôn: 1, 2, 3, 4.
Ngày 17 tháng 12 năm 2019, Ủy ban thường vụ Quốc hội ban hành Nghị quyết số 837/NQ-UBTVQH14 về việc sắp xếp các đơn vị hành chính cấp huyện, cấp xã thuộc tỉnh Quảng Ninh (nghị quyết có hiệu lực từ ngày 1 tháng 1 năm 2020). Theo đó, sáp nhập toàn bộ diện tích và dân số của xã Quảng Thắng vào xã Quảng Minh.
Ngày 31 tháng 3 năm 2020, đổi tên 4 thôn: 1, 2, 3, 4 (trước đó thuộc xã Quảng Thắng cũ) thành 4 thôn tương ứng là: 8, 9, Quang Lĩnh, 7.

## Hành chính
Xã Quảng Minh được chia thành 11 thôn: 1, 2, 3, 4, 5, 6, 7, 8, 9, Minh Tân, Quang Lĩnh.